# Laurențiu Brănescu
Laurențiu Constantin Brănescu (* 30. März 1994 in Râmnicu Vâlcea, Rumänien) ist ein rumänischer Fußballspieler, der auf der Position des Torhüters spielt.

## Karriere

### Verein
Brănescu begann seine Karriere bei seinem Heimatverein CSM Râmnicu Vâlcea, wo er am 10. Oktober 2009 im Alter von 15 Jahren erstmals im Tor der ersten Mannschaft stand, die seinerzeit in der Liga II spielte. Bis Ende 2010 kamen noch fünf weitere Einsätze hinzu. Im Januar 2011 nahm ihn der italienische Rekordmeister Juventus Turin unter Vertrag. Dort spielte er regelmäßig in der Jugendmannschaft, der Primavera, und ist seit der Saison 2012/13 Bestandteil des Profikaders. Zur Saison 2013/14 wurde er an den Zweitligisten SS Juve Stabia verliehen und war dort zu Saisonbeginn Stammtorhüter. Sein Profidebüt gab der Rumäne dabei am 24. August 2013 im Auswärtsspiel bei Delfino Pescara 1936, das die SS Juve Stabia 0:3 verlor. Im Jahr 2014 wechselte er innerhalb der Serie B zur SS Virtus Lanciano. Dort kam er in der Rückrunde nicht zum Einsatz. Anfang 2015 wurde Brănescu an Haladás Szombathely verliehen. Auch hier konnte er sich nicht durchsetzen und kam lediglich zweimal zum Einsatz. Im Sommer 2015 vereinbarte Juventus ein einjähriges Leihgeschäft mit Omonia Nikosia. Auch hier stand er lediglich zweimal zwischen den Pfosten.
Im Sommer 2016 wurde Brănescu für zwei Jahre an Dinamo Bukarest in sein Heimatland verliehen. Hier konnte er sich gegenüber Jaime Penedo behaupten und den Platz im Tor sichern. Im Februar 2017 zog er sich eine Verletzung zu und fiel den Rest der Saison 2016/17 aus. Im Sommer-Transferfenster 2018 wechselte Brănescu vorübergehend zum kroatischen Klub HNK Gorica. Am 12. Februar 2019 schloss er sich dem litauischen Verein FK Žalgiris Vilnius auf Leihbasis an.
Am 8. Juli 2019 wechselte er auf Leihbasis für eine Saison zum Klub der Scottish Premiership, FC Kilmarnock. Er sagte, er habe viel vom Juventus-Torwart Gianluigi Buffon gelernt und wolle dieses Wissen nutzen, um Stammtorhüter bei Kilmarnock zu werden. Brănescu wurde im Sommer 2020 von Juventus freigestellt.

### Nationalmannschaft
Sein erstes Spiel für die U-21 Rumäniens absolvierte Brănescu am 21. März 2013 unter Emil Săndoi bei der 0:3-Niederlage gegen England. Auch beim 2:2-Unentschieden gegen die U-21-Mannschaft Färöers kam Brănescu zum Einsatz.

## Erfolge
- Italienischer Meister: 2012/13
- Italienischer Supercup: 2012
- Rumänischer Ligapokal: 2016/17